# Terminator 2: Sodni dan
Terminator 2: Sodni dan (v izvirniku angleško Terminator 2: Judgment Day, okrajšano T2) je znanstvenofantastični akcijski triler režiserja, scenarista in producenta Jamesa Camerona, ki je izšel leta 1991. Film z Arnoldom Schwarzeneggerjem, Lindo Hamilton, Edwardom Furlongom in Robertom Patrickom v glavnih vlogah je nadaljevanje Cameronovega Terminatorja iz leta 1984.
Film je doživel izjemen kritiški in finančni uspeh; zaradi za tiste čase naprednih vizualnih učinkov velja po tej plati za enega najvplivnejših filmov vseh časov.

## Zgodba
Film se prične s prizorom futuristične bitke leta 2029 med kiborgi in drugimi stroji pod nadzorom računalnika Skynet ter človeškimi uporniki pod vodstvom Johna Connorja. Obe strani hkrati pošljeta Terminatorja nazaj v času - Skynet napreden model T-1000 (Robert Patrick), da bi našel mladega Connorja in ga ubil, uporniki pa reprogramiran starejši model T-800 iz prvega dela (Arnold Schwarzenegger), da bi ga zaščitil. T-1000 je tehnološko izjemno napreden, iz t. i. »mimetične zlitine«, ki lahko poljubno spreminja obliko, s čimer lahko robot posnema videz katerega koli človeka. Po potovanju v preteklost ubije policista in prevzame njegovo identiteto.
Nazaj v času, leta 1995 (11 let po dogodkih v prvem filmu) je mladi John Connor (Edward Furlong) uporniški najstnik, ki živi pri nadomestni družini, njegova mati Sarah Connor (Linda Hamilton) pa je zaprta v psihiatrični ustanovi zaradi »nasilnih blodenj o jedrskem holokavstu in vojni z roboti«. Terminatorja hkrati najdeta Johna v nakupovalnem središču in po spopadu T-800 pobegne z njim na motociklu. Kasneje mu razloži, da je bil programiran, da ga ščiti in uboga. John se boji, da bo T-1000 poskušal ubiti Sarah, da bi prišel do njega, zato ukaže »svojemu« Terminatorju, naj mu jo pomaga rešiti. Sarah najdeta med lastnim poskusom pobega iz psihiatrične ustanove. Sprva jo je groza Terminatorja, kakršen jo je preganjal pred desetletjem, a nazadnje sprejme pomoč, ko jima T-800 pomaga znova uiti pred T-1000. Terminator jima pove o Skynetu, umetni inteligenci, ki bo sprožila jedrski holokavst na »Sodni dan« in kasneje ustvarila vojsko robotov za lov na preživele. Sarah spozna, da je človek, ki je najbolj neposredno odgovoren za ustvarjenje Skyneta, Miles Dyson (Joe Morton), inženir pri Cyberdyne Systems. Dyson izdeluje revolucionarni nov mikroprocesor, ki bo kasneje tvoril jedro Skyneta.
Sarah se oboroži pri prijatelju in se nameni pobegniti z Johnom v Mehiko. Tisto noč pa ima strašno nočno moro o jedrski eksploziji in zjutraj se odloči, da bo spremenila prihodnost tako, da bo ubila odgovornega. Dysona najde na njegovem domu in ga rani, vendar ga ne zmore ubiti pred očmi njegove družine. Medtem prispeta John in Terminator, ki sta uganila njene načrte. Skupaj razložijo Dysonu, kakšne posledice bo imelo njegovo delo. On jim pove, da predstavljajo osnovo njegovih raziskav ostanki prejšnjega Terminatorja, ki je v prvem filmu lovil Sarah. Počasi ga prepričajo, da mora uničiti ostanke in svoje načrte, zato vlomijo v sedež korporacije Cyberdyne. Po spopadu s policijo je Dyson smrtno ranjen, zato sproži detonator, da bi uničil svoje raziskave.
T-1000 jih nato ponovno najde in jim sledi v jeklarno. V zaključni bitki sproži T-800 vanj granato, da pade v posodo s staljenim jeklom in je uničen. John vrže ostanke prvega Terminatorja v jeklo, nato pa se T-800 žrtvuje še sam, da tehnologije v njem ne bi mogli uporabiti za izgradnjo Skyneta.

## Produkcija
Cameron je nameraval posneti nadaljevanje takoj po izidu prvega dela, a je bil zaradi pravnih in tehničnih ovir projekt preložen. Z Williamom Wisherjem sta končala scenarij poleti 1990, snemanje je potekalo med 9. oktobrom 1990 in 4. aprilom 1991. Večino ključnih posebnih učinkov so ustvarili pri podjetju Industrial Light & Magic. Skupaj je v filmu za 15 minut prizorov, v katerih T-1000 spreminja obliko, od tega je bilo manj kot 5 minut ustvarjenih z računalniško animacijo, ki je s takratno tehnologijo zahtevala 25 človek-let dela. V scenah, kjer se pojavita dve Sarah Connor, je nastopala sestra dvojčica Linde Hamilton, Leslie Gearren.
Film, ki je po takratnih ocenah stal 90 milijonov USD, približno triinpolkrat toliko kot povprečni film, je skoraj povrnil stroške že pred premiero. Pravice za predvajanje v kinematografih so prodali za 65 milijonov, pravice za izdajo za domači video za 10 milijonov in pravice za predvajanje na televiziji za šest milijonov dolarjev.

## Odziv
Terminator 2 je bil takojšen hit, v otvoritvenem vikendu v kinodvoranah je prinesel 31,8 milijona dolarjev prihodkov in do konca predvajanja po vsem svetu skoraj 520 milijonov, kar je največ med filmi, izdanimi leta 1991. Več kritikov ga je označilo za enega najboljših akcijskih filmov in še danes se uvršča na različne lestvice najboljših filmov vseh časov.
Na 64. podelitvi oskarjev leta 1992 je prejel oskarje v večini tehničnih kategorij: za makeup, zvok, montažo zvočnih učinkov in vizualne učinke, poleg tega pa je bil nominiran še za oskarje za najboljšo montažo in kinematografijo. Prav tako je prejel nagradi za zvok in posebne učinke na 45. podelitvi nagrad Britanske akademije za filmsko in televizijsko umetnost (BAFTA) in 6 nagrad, vključno z nagrado za najboljši film ter najboljši moško in žensko glavno vlogo na prireditvi MTV Movie Awards.

## Izdaje
Obstajajo tri glavne različice filma: tista, ki so jo predvajali v kinodvoranah, »posebna izdaja« za Laserdisc, VHS kaseto in DVD ter »razširjena posebna izdaja«, ki ima napram posebni dva dodatna prizora: prvi kaže Terminatorja T-1000, kako »skenira« Johnovo sobo s prsti in najde škatlo za čevlje s slikami ter posnetki Sarah s konca prvega filma. Drugi prikazuje ostarelo Sarah leta 2029, ki razlaga, kako so preprečili »sodni dan«. Do njih je možno dostopati s kombinacijo tipk v DVD menijih nekaterih zbirateljskih izdaj. V različnih izdajah za domači video in TV so bili izrezani posamezni prizori, zato je film krajši.
Filmu sta sledili še dve nadaljevanji, Terminator 3: Vstaja strojev (2003) in Terminator: Odrešitev (2009) ter televizijska serija Terminator: The Sarah Connor Chronicles, ki sledi alternativni časovnici dogodkov.